# Aetna Springs (California)
Aetna Springs es un área no incorporada ubicada en el condado de Napa en el estado estadounidense de California.

## Geografía
Aetna Springs se encuentra ubicada en las coordenadas 38°39′13″N 122°28′58″O / 38.65361, -122.48278.